# 고카촌 (나가노현 기타사쿠군)
고카촌(일본어: 伍賀村)은 일본 나가노현 기타사쿠군에 있던 촌이다. 현재의 미요타정, 가루이자와정에 해당한다.

## 역사
- 1889년 4월 1일 - 정촌제 시행에 의해 5촌의 구역을 확장해 성립하였다.
- 1956년 9월 30일 - 미요타촌, 오누마촌과 합병해, 미요타정이 성립하여, 동일 고카촌은 폐지되었다.

## 교통

### 도로
- 국도 제18호선

## 참고문헌
- 角川日本地名大辞典 20 長野県